# イエスの愛しておられた弟子

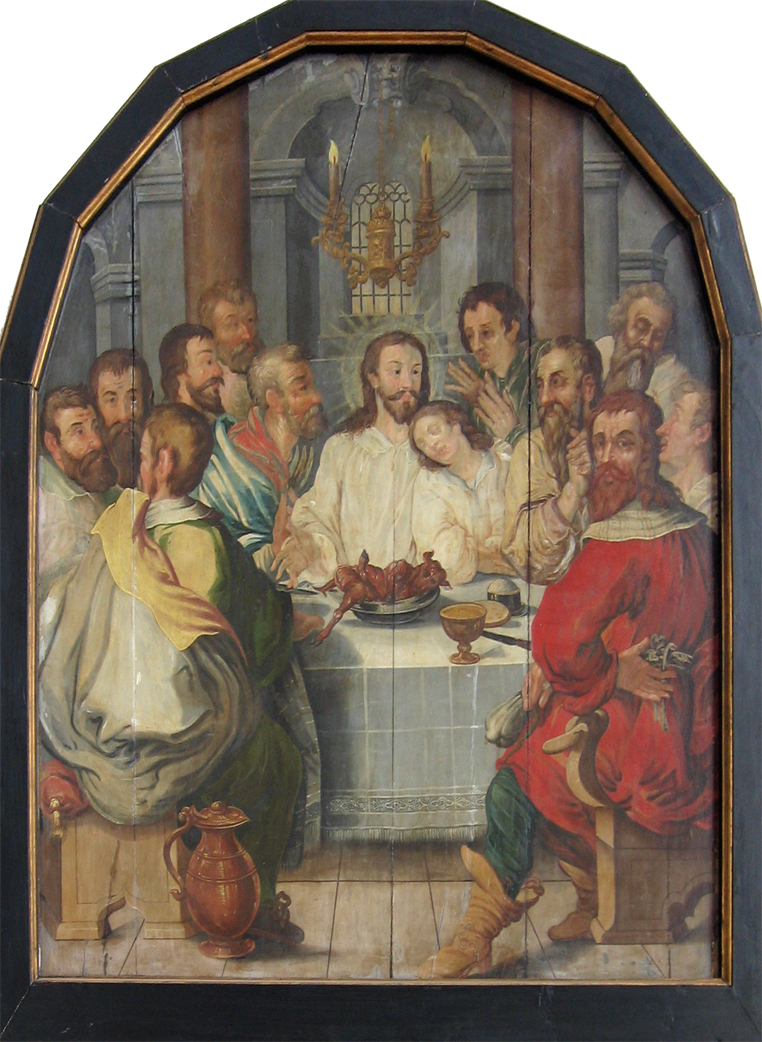
伝統的に最後の晩餐では愛する弟子はイエスにもたれかかるように隣に描かれる

イエスの愛しておられた弟子（イエスのあいしておられたでし）、または愛する弟子とは、『ヨハネによる福音書』において言及される人物。伝統的に使徒ヨハネと見なされているが、異論もある。

## 概要
『ヨハネによる福音書』では、主に以下のように言及されている。

また、同書の最終盤に書かれた、
の節によって、同書全体の内容が「愛する弟子」が明かしたものであることが示されている。この弟子の名前については示されておらず、「イエスの愛しておられた弟子」あるいは「愛する弟子」として、同書にたびたび登場するが、他の福音書（共観福音書）には登場しない。英語では「Beloved Disciple」として、しばしば固有名詞的に扱われる。
また、『ヨハネによる福音書』は、キリスト教ヨハネ派の者によって書かれたものであるため、その書記が使徒ヨハネを高めようとして書かれた可能性があることに留意する必要がある。

## 使徒ヨハネ
実際のヨハネ福音書の著者が誰であれ、同書に登場する「イエスの愛しておられた弟子」あるいは「愛する弟子」は使徒ヨハネを指すものとされてきた。その根拠は次の2つである。
エイレナイオスによる伝承
エイレナイオスが2世紀後半に記した『異端反駁』によれば、彼が子供のとき師事していたポリュカルポスなどから、ヨハネ福音書が使徒ヨハネに由来すると聞いていたとのこと。これをもとにエイレナイオスは同書で「主の御胸によりかかっていた主の弟子ヨハネは、アジアのエフェソにいた時、彼の福音書を出した」と書いている。
使徒ヨハネがこの書には登場しないこと
共観福音書からはペトロに次ぐ弟子と目される使徒ヨハネは、ヨハネ福音書ではただ一ヶ所、「ゼベダイの子たち」として記されているのみで、使徒ヨハネの名前はいっさい出てこない。匿名の「イエスの愛しておられた弟子」はペトロと対になり登場することが多い。共観福音書を見れば、しばしば重要な場面でペトロ、ヤコブ、ヨハネの3人がイエスに同行する。『ルカによる福音書』、『使徒言行録』ではペトロとヨハネの2人が共に行動している。

## その他の人物
いっぽう、ヨハネ福音書の「イエスの愛しておられた弟子」は使徒ヨハネ（ゼベダイの子）ではないとする論は次の点を挙げる。
1. 共観福音書でゼベダイの子ヨハネが立ち会っていたはずの重要な場面、イエスの変容[5]、ゲツセマネの祈り[6]の場面がヨハネ福音書には書かれていない。
2. 共観福音書によれば、ゼベダイの子ヨハネはイエスがガリラヤで宣教を始めた最初からイエスと同行する弟子である。しかるにヨハネ福音書にはガリラヤでのエピソードが少なく、エルサレムと、その近郊のベタニアでのエピソードが大半を占める。
3. 「イエスの愛しておられた弟子」は最後の晩餐に初登場し、それ以降にしか登場しない。
4. 大司祭の知合いであった「この弟子」[7]も「イエスの愛しておられた弟子」と同一人物だとすると、ガリラヤの漁師であったゼベダイの子ヨハネが大司祭の知合いであったのは不自然。

「イエスの愛しておられた弟子」がゼベダイの子ヨハネでないとすれば誰なのかという点については諸説ある。その例を挙げる。
1. ゼベダイの子ヨハネとは別人の長老ヨハネ
2. 『使徒言行録』[8]あるいはパウロ書簡に登場する「マルコと呼ばれるヨハネ」
3. ヨハネ福音書に登場するラザロ
4. 『マルコによる福音書』[9]に登場する「一人の若者」
5. マグダラのマリア
6. トマス
7. イスカリオテのユダ
8. 弟子の理想の姿を抽象化した架空の存在

## 使徒ヨハネとマグダラのマリア
「イエスの愛しておられた弟子」が誰にせよ、この人物は少年（あるいは女性）と想像されている。それは次の理由による。
1. ペトロには「私の小羊を飼いなさい」[10]と教団のリーダーを托され、イエスが最も愛していたと思われるこの弟子にはその種の責任は負わされなかった[11]。この弟子はイエスの母マリアを引き取っている[12]。
2. 「この弟子が死なないといううわさ」[13]が話題になるくらい弟子たちの間で長くまで生きていたと思われる。
3. 成年男子の弟子ならばイエスの仲間としてペトロのように咎められる危険のある、大司祭の屋敷[14]や十字架の下に姿を現している[15]。
4. 最後の晩餐の席でイエスの胸もとに寄りかかっている[16]。

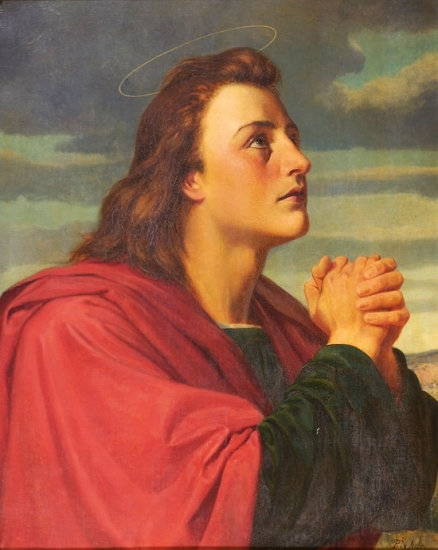
紅顔の若者の姿で描かれた使徒ヨハネ(19世紀)

新改訳など日本語訳聖書のなかには、最後の晩餐の場面で「イエスの胸もとに寄りかかっていた」を訳出していないものもあるため、この部分があまり気に止められなかったという事情がある。西欧では本書のこの記述から、最後の晩餐を描くのに、伝統的には使徒ヨハネであるこの弟子を、髭の無い女性的な少年の姿でイエスの隣に置くことが通例であった（レオナルド・ダ・ビンチ『最後の晩餐』など）。
この弟子はペトロと対で登場することが多いが、十字架の下や空になったイエスの墓を訪ねる場面(20:2)など、マグダラのマリアと共に登場することも多い。このためか、使徒ヨハネは髭が無く女性的で金髪、衣も朱色という、マグダラのマリアと共通する図像が用いられている。一部には使徒ヨハネはマグダラのマリアと婚約していたという説話すらある。東方で信じられている伝説では使徒ヨハネはマグダラのマリアと共にイエスの母マリアを連れエフェソに移り住んだという。